# Campion australasiae
Campion australasiae is een insect uit de familie van de Mantispidae, die tot de orde netvleugeligen (Neuroptera) behoort. 
Campion australasiae is voor het eerst wetenschappelijk beschreven door Guérin-Méneville in 1844.